# Vestre Skjersholmen
Vestre Skjersholmen est une île norvégienne du comté de Hordaland appartenant administrativement à Hauglandshella.

## Description
Rocheuse et couvert d'arbres, elle s'étend sur environ 169 m de longueur pour une largeur approximative de 98 m. 